# Coppa di Francia 1993 (ciclismo)
La Coppa di Francia di ciclismo 1993, seconda edizione della competizione, si svolse dal 20 febbraio al 1º ottobre 1993, in 13 eventi tutti facenti parte del circuito UCI. Fu vinta dal francese Thierry Claveyrolat della GAN.

## Calendario
| Corsa | Data         | Evento                                  | Vincitore           | Squadra   |
| ----- | ------------ | --------------------------------------- | ------------------- | --------- |
| 1     | 20 febbraio  | Tour du Haut-Var (1993)                 | Thierry Claveyrolat | GAN       |
| 2     | 21 marzo     | Cholet-Pays de Loire (1993)             | Marc Bouillon       | Collstrop |
| 3     | 4 aprile     | Grand Prix de la Ville de Rennes (1993) | Eddy Seigneur       | GAN       |
| 4     | 8 aprile     | Grand Prix de Denain (1993)             | Marcel Wüst         | Novemail  |
| 5     | 13 aprile    | Parigi-Camembert (1993)                 | Oleg Kozlitine      | Chazal    |
| 6     | 24 aprile    | Tour de Vendée (1993)                   | Dimitri Zhdanov     | Novemail  |
| 7     | 3 maggio     | Trophée des Grimpeurs (1993)            | Thierry Claveyrolat | GAN       |
| 8     | 20 maggio    | Classique des Alpes (1993)              | Eddy Bouwmans       | Novemail  |
| 9     | 29 maggio    | À travers le Morbihan (1993)            | Marcel Wüst         | Novemail  |
| 10    | 24 agosto    | Grand Prix de Ouest-France (1993)       | Thierry Claveyrolat | GAN       |
| 11    | 12 settembre | Grand Prix de Fourmies (1993)           | Maximilian Sciandri | Motorola  |
| 12    | 19 settembre | Grand Prix d'Isbergues (1993)           | Jaan Kirsipuu       | Chazal    |
| 13    | 1º ottobre   | Parigi-Bourges (1993)                   | Bruno Cornillet     | Novemail  |